# 1-ジメチルアミノ-2-プロパノール
1-ジメチルアミノ-2-プロパノール（1-Dimethylamino-2-propanol）は、第三級アミンの1種であり、また、第二級アルコールの1種でもある。CAS登録番号は、108-16-7。

## 概要
1-ジメチルアミノ-2-プロパノールの分子式はC5H13NOであり

、モル質量は103.16282 (g/mol)である

。
1-アミノ-2-プロパノールのアミノ基に結合している水素が、全てメチル基に置換された構造をしている。分子の2位の炭素（水酸基が付いている炭素）だけはキラル中心であるため、1対の鏡像異性体が存在する。

## 利用
1-ジメチルアミノ-2-プロパノールは、抗ウイルス薬で免疫増強薬でもあるイノシンプラノベクスの構成成分の1つとして配合されている。なお、製剤中では1-ジメチルアミノ-2-プロパノールの窒素が持つ孤立電子対と、4-アセトアミド安息香酸が持つカルボキシ基とで塩を形成した状態にされている。